# ميشيل روارك
ميشيل روارك (بالإنجليزية: Michelle Roark)‏ هي مهندسة أمريكية، ولدت في 16 نوفمبر 1974 في أرتيشيا في الولايات المتحدة.

## وصلات خارجية
- ميشيل روارك على موقع الاتحاد الدولي للتزلج (التزلج الحر) (الإنجليزية)
- ميشيل روارك على موقع أوليمبيديا (الإنجليزية)